# Кшцин
Кшцин (пол. Krzcin) — село в Польщі, у гміні Копшивниця Сандомирського повіту Свентокшиського воєводства.
Населення — 543 особи (2011).
У 1975-1998 роках село належало до Тарнобжезького воєводства.

## Демографія
Демографічна структура на день 31 березня 2011 року:
|          | Загалом | Допрацездатний вік | Працездатний вік | Постпрацездатний вік |
| -------- | ------- | ------------------ | ---------------- | -------------------- |
| Чоловіки | 262     | 39                 | 182              | 41                   |
| Жінки    | 281     | 48                 | 149              | 84                   |
| Разом    | 543     | 87                 | 331              | 125                  |